# Романцево (деревня, Москва)
Романцево — деревня в Троицком административном округе Москвы (до 1 июля 2012 года в составе Подольского района Московской области). Входит в состав поселения Краснопахорское.

## Население
| 1859 | 1890 | 1899 | 1926 | 2002 | 2006 | 2010 |
| ---- | ---- | ---- | ---- | ---- | ---- | ---- |
| 43   | ↗85  | ↗91  | ↗118 | ↘5   | ↗7   | →7   |

Согласно Всероссийской переписи, в 2002 году в деревне проживало 5 человек (2 мужчин и 3 женщины). По данным на 2005 год в деревне проживало 7 человек.

## География
Деревня Романцево расположена в северо-восточной части Троицкого административного округа, примерно в 45 км к юго-западу от центра города Москвы и 18 км к западу от центра города Подольска, у истока реки Страдани бассейна Пахры.
В километре западнее деревни проходит Калужское шоссе А130, в километре к югу — Московское малое кольцо А107. В деревне Романцево имеется пруд. Ближайшие к населённые пункты — деревни Колотилово и Страдань.
В деревне три улицы — 1-я Лесная, Павловская и Рябиновая, приписано пять садоводческих товариществ (СНТ).

## История
В «Списке населённых мест» 1862 года — владельческое село 1-го стана Подольского уезда Московской губернии по левую сторону старокалужского тракта, в 18 верстах от уездного города и 11 верстах от становой квартиры, при пруде и колодце, с 7 дворами и 43 жителями (22 мужчины, 21 женщина).
По данным на 1890 год — деревня Красно-Пахорской волости Подольского уезда с 85 жителями.
В 1913 году — 17 дворов.
По материалам Всесоюзной переписи населения 1926 года — деревня Страданьского сельсовета Красно-Пахорской волости Подольского уезда в 2,7 км от Калужского шоссе и 17,1 км от станции Гривно Курской железной дороги, проживало 118 жителей (56 мужчин, 62 женщины), насчитывалось 23 крестьянских хозяйства, работала сельскохозяйственная артель.
1929—1946 гг. — населённый пункт в составе Красно-Пахорского района Московской области.
1946—1957 гг. — в составе Калининского района Московской области.
1957—1958 гг. — в составе Ленинского района Московской области.
1958—1963, 1965—2012 гг. — в составе Подольского района Московской области.
1963—1965 гг. — в составе Ленинского укрупнённого сельского района Московской области.
С 2012 г. — в составе города Москвы.